# 독일 순양함 뤼초

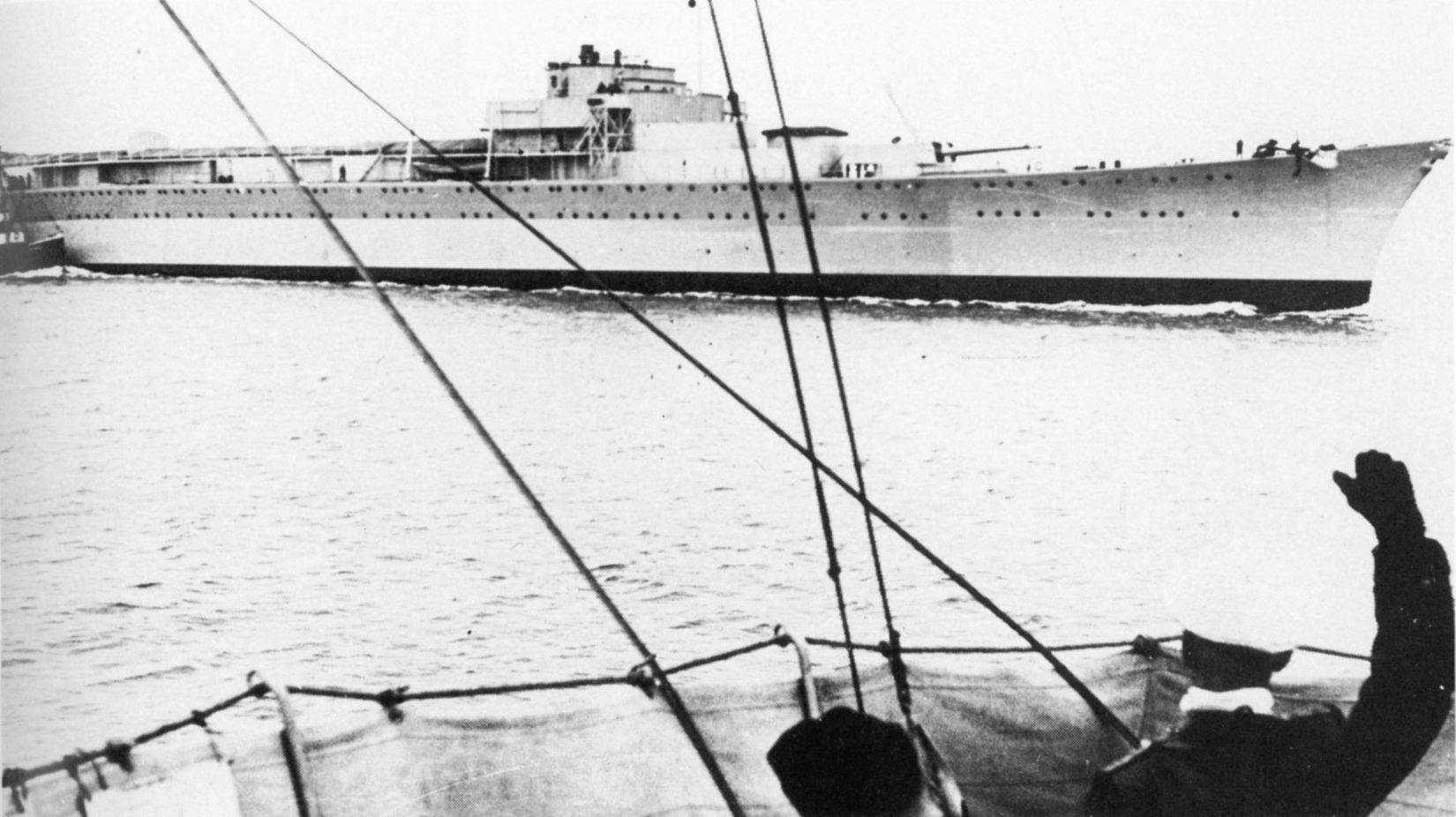
1940년 뤼초의 모습

뤼초(Lützow)는 독일 해군 중순양함이다. 이 함급의 5번 그룹에 속하며 함명은 보불전쟁 때의 프로이센 장군 루트비히 아돌프 빌헬름 폰 뤼초에서 따왔다.

## 개요
1937년 2월 8일 기공, 1939년 1월 7일 진수.
1939년의 독소불가침조약에 의해 뤼초는 1940년 11월 2일에 미완성인채 소련에 매각되었다. 레닌그라드의 오르조니키제 기념공장(제189조선소)에 예항된 뤼초는 4월 15일부터 독일에 파견된 기사의 지도로 건조작업이 재개되었다. 9월 25일에는 페트로파블로프스크(러시아어: Петропавловск)로 개명되었다.
독일에서 소련침공의 준비가 개시된 때 독일인 기사들은 페트로파블로프스크의 건조작업을 중단했다. 독일이 소련을 침공한 1941년 6월의 시점에서 함의 완성도는 70% 정도였다. 페트로파블로프스크는 최저한의 운용능력은 보유하는 것으로 하여 1941년 8월 15일에는 실전배치되었고 부유포대로서 운용하게 되었다. 그리고 레닌그라드 포위전에선 실전에 참가했는데 1941년 9월 17일에 포격, 폭격을 맞고 완전히 침몰했다.
1942년 9월 10일에 인양되어 9월 16일부터 17일에 걸쳐 수리를 위해 예항되었다. 주포 3문만이 사용가능이라는 부분적인 수리를 받은 결과 페트로파블로브스크는 전선에 복귀했다. 1944년 1월에는 붉은 군대가 독일군의 포위를 돌파했던 전투에 참가하여 화력지원을 펼쳤다. 그 해 9월 1일에는 탈린(러시아어: Таллин)으로 개명되었다.
1953년 3월 11일에는 드녜프르(러시아어: Днепр)로 개명되어 연습함으로 함종을 바꿨다. 1956년 12월부터는 해상막사로 개수되어 명칭도 PKZ-112로 개명되었다.
그 후 1958년 4월에 제적되었다.
뤼초의 함명은 제2차 세계대전 후 장갑함(포켓전함) 도이칠란트의 개명 때 재이용되었다.

## 참고자료
- 세계의 함선 2002년 9월호 카이진샤